# Muirchertach mac Ercae
Muirchertach mac Ercae ma anche Mac Ercae, nome con il quale è più noto Muirchertach mac Muiredaig, (... – 534 circa) è stato un re irlandese, appartenuto ai Re supremi d'Irlanda.
Gli annali irlandesi contengono scarse informazioni sulla sua vita, e le fonti pervenute mostrano segni di modifiche successive. L'Aided Muirchertaig Meic Erca ha come tema la morte soprannaturale di Muirchertach.

## Biografia
Secondo la genealogia Muirchertach apparteneva agli Uí Néill ed era figlio di Muiredach mac Eógain, figlio di Eógan, figlio di Niall dei Nove Ostaggi; quindi Muirchertach mac Muiredaig. Sua madre, "leggendaria" secondo Thomas Charles-Edwards, si dice fosse Erc, figlia di "Lodarn, re di Alba". Dal matronimico proverrebbe il suo nome alternativo, Muirechertach Macc Ercae. In ogni caso, Mac Ercae era il nome comune dato al primogenito maschio. La presenza negli annali di Muirchertach, per il cinquantennio fra il 482 e la sua morte individuata nel 534, legata a nomi diversi, compreso Mac Ercae, lascia dedurre che più persone portassero quel nome.
La prima menzione di Muirchertach negli Annali dell'Ulster, fra il 482 e il 483, lo indica come Muirchertach Macc Ercae, che uccise Ailill Molt alla battaglia di Ochae, punto imprecisato delle midlands irlandesi. Una fonte riporta Lugaid mac Lóegairi come suo alleato, mentre un'altra Fergus Crook-mouth, padre di Diarmait mac Cerbaill. Nel 485 viene menzionato alla battaglia di Grainert, forse vicino Castledermot, dove Coirpre mac Néill, "o Mac Ercae… secondo altra fonte", ferì il re di Leinster, Finnchad mac Garrchon. Nel 490 o 491, si dice che Óengus mac Nad Froích venne ucciso alla battaglia di Cell Losnaid, e una seconda fonte dice che "Mac Ercae fu il vincitore". Muirchertach Mac Ercae si dice abbia vinto la battaglia di Inne contro Leinstermen nel 498. Molte delle notizie fra gli anni 480 e 490 sembra siano state modificate, per accreditare a Muirchertach battaglie in effetti vinte da Coirpre mac Néill e forse da Coirpre's son Eochu.
Il necrologio di Lugaid mac Lóegairi, del 512, e notizie successive riportano l'avvento del regno di Muirchertach Mac Ercae. Fonti successive sono del 520, duplicate nel 523, e sostengono che Muirchertach fu fra i vincitori alla battaglia di Dethna. Altra battaglia viene indicata nel 528, notizia reiterata alcuni anni dopo, nel 533, con maggiori dettagli. La morte di Muirchertach è indicata nel 534, con ovvii toni soprannaturali: "The drowning of Muirchertach Mac Erca i.e. Muirchertach son of Muiredach son of Eógan son of Niall Naígiallach in a vat full of wine on the hilltop of Cleitech above Bóinn." A Muirchertach si dice sia succeduto Túathal Máelgarb. I discendenti di Muirchertach presero il nome di Cenél maic Ercae e furono i rami dominanti dei Cenél nEógain fino alla metà dell'VIII secolo.
Il racconto del XII secolo in irlandese medio, Aided Muirchertaig Meic Erca, narra la morte sovrannaturale di Muirchertach. Qui Muirchertach muore nella House of Clettach, annegato in un tino di vino, bruciato sul fuoco, schiacciato da una trave caduta dal soffitto, vicino Brú na Bóinne, ingannato dalle illusioni della bella Sín che gli fa credere di essere stato attaccato da Túathal Máelgarb. Le modalità della sua morte sono un esempio di "Triplice morte", una caratteristica della mitologia e della letteratura celtica.